# Leichtathletik-Weltmeisterschaften 2015/Teilnehmer (Slowenien)
| Gelbes Symbol für Goldmedaillen mit stilisierten Olympischen Ringen | Graues Symbol für Silbermedaillen mit stilisierten Olympischen Ringen | Braundes Symbol für Bronzemedaillen mit stilisierten Olympischen Ringen |
| ------------------------------------------------------------------- | --------------------------------------------------------------------- | ----------------------------------------------------------------------- |
| —                                                                   | —                                                                     | —                                                                       |

Der Leichtathletikverband Sloweniens nominierte acht Athleten für die Leichtathletik-Weltmeisterschaften 2015 in der chinesischen Hauptstadt Peking.

## Ergebnisse

### Männer

#### Laufdisziplinen
| Athlet       | Disziplin | Vorlauf     | Vorlauf | Halbfinale         | Halbfinale         | Finale             | Finale             |
| Athlet       | Disziplin | Zeit        | Platz   | Zeit               | Platz              | Zeit               | Platz              |
| ------------ | --------- | ----------- | ------- | ------------------ | ------------------ | ------------------ | ------------------ |
| Luka Janežič | 400 m     | 45,28 s     | 28      | nicht qualifiziert | nicht qualifiziert | nicht qualifiziert | nicht qualifiziert |
| Žan Rudolf   | 800 m     | 1:47,24 min | 17      | nicht qualifiziert | nicht qualifiziert | nicht qualifiziert | nicht qualifiziert |

#### Sprung/Wurf
| Athlet        | Disziplin      | Qualifikation | Qualifikation | Finale     | Finale |
| Athlet        | Disziplin      | Weite/Höhe    | Platz         | Weite/Höhe | Platz  |
| ------------- | -------------- | ------------- | ------------- | ---------- | ------ |
| Robert Renner | Stabhochsprung | 5,70 m        | 1             | 5,50 m     | 13     |

### Frauen

#### Laufdisziplinen
| Athletin       | Disziplin        | Vorlauf     | Vorlauf | Halbfinale         | Halbfinale         | Finale             | Finale             |
| Athletin       | Disziplin        | Zeit        | Platz   | Zeit               | Platz              | Zeit               | Platz              |
| -------------- | ---------------- | ----------- | ------- | ------------------ | ------------------ | ------------------ | ------------------ |
| Maja Mihalinec | 100 m            | 11,42 s     | 32      | nicht qualifiziert | nicht qualifiziert | nicht qualifiziert | nicht qualifiziert |
| Maja Mihalinec | 200 m            | 23,05 s     | 20      | 23,04 s            | 19                 | nicht qualifiziert | nicht qualifiziert |
| Sabina Veit    | 200 m            | 23,18 s     | 26      | nicht qualifiziert | nicht qualifiziert | nicht qualifiziert | nicht qualifiziert |
| Maruša Mišmaš  | 3000 m Hindernis | 9:37,73 min | 21      |                    |                    | nicht qualifiziert | nicht qualifiziert |

#### Sprung/Wurf
| Athletin      | Disziplin      | Qualifikation | Qualifikation | Finale             | Finale             |
| Athletin      | Disziplin      | Weite/Höhe    | Platz         | Weite/Höhe         | Platz              |
| ------------- | -------------- | ------------- | ------------- | ------------------ | ------------------ |
| Tina Šutej    | Stabhochsprung | kgV           | kgV           | nicht qualifiziert | nicht qualifiziert |
| Martina Ratej | Speerwurf      | 59,76 m       | 23            | nicht qualifiziert | nicht qualifiziert |